# 馬援銅柱
馬援銅柱指的是公元43年馬援平定嶺南之後，在交趾設立的銅柱。
馬援銅柱的記載始見於晉代的《廣州記》。公元43年，馬援平定了二徵夫人的叛亂，追擊其餘黨都羊至居封縣。都羊投降，馬援豎立了兩個銅柱，以標示漢朝國界的最南端。
相傳馬援为防止交趾人再次反叛並摧毀銅柱，在豎立銅柱的時候，對天祈禱：「銅柱折，交趾滅。」此後的交趾人害怕銅柱折斷，便在其下填埋石塊，久而久之便形成了兩座丘陵。
根據《隋書》的記載，劉方征討林邑國的時候，曾率軍經過馬援銅柱。唐元和年間，安南都護馬總新豎立銅柱兩個。
在越南脫離南漢獨立之後，馬援銅柱從史書記載中逐漸消失。1272年蒙越戰爭休戰之際，元世祖曾派人到越南，尋找馬援銅柱的位置；但陳聖宗派人答覆稱：銅柱歲久湮沒，不知在何處，無法找回。此事最終不了了之。
馬援銅柱現已不存，北魏酈道元所著的《水經注》稱其在象林縣的南部，而黎崱的《安南志略》則稱在欽州古洞上，《大越史記全書》沿用了欽州古洞說。《欽定越史通鑑綱目》則稱其在富安省（現屬多樂省）境內。
但阮朝高春育編纂的《大南輿誌要編》中記載，富安省境內根本沒有銅柱的遺跡，因此他認為馬援豎立銅柱不是史實。而越南歷史學家陶維英則認為位於今日乂安省的城山（núi Thành）。